# Nebulosa Homúnculo
La nebulosa Homúnculo o nebulosa del Homúnculo es una nebulosa del hemisferio sur que se encuentra rodeando la estrella binaria Eta Carinae en la constelación «La Quilla». De forma bilobulada, también es conocida como nebulosa de Eta Carinae. El término homunculus significa «hombre pequeño» en latín y
fue introducido por el físico y astrónomo argentino Enrique Gaviola, quien la identificó y estudió empleando el telescopio de 1,5 m de la Estación Astrofísica de Bosque Alegre.
Se cree que está formada por polvo estelar y gas expulsado por la estrella en una erupción detectada alrededor de 1840, época en la cual Eta Carinae constituía la segunda estrella más luminosa del firmamento nocturno. Desde entonces, su brillo habría   disminuido debido a la presencia de la nube. En su interior existe otra estructura llamada «el homúnculo», que se cree fue producida por una erupción de menor intensidad que tuvo lugar a finales del siglo XIX.